# 北海道道1179号苫小牧中央インター線
北海道道1179号苫小牧中央インター線（ほっかいどうどう1179ごう とまこまいちゅうおうインターせん）は、北海道苫小牧市内を結ぶ一般道道（北海道道）である。

## 概要
2020年（令和2年）12月13日の道央自動車道苫小牧中央インターチェンジ開設に合わせて供用開始。

### 路線データ
- 起点 : 北海道苫小牧市高丘（国道276号交点）
- 終点 : 北海道苫小牧市高丘（道央自動車道 苫小牧中央IC）
- 総延長：2.118 km[1]
- 実延長：1.742 km[1]
- 重用延長：0.376 km[1]

### 道路管理者
- 胆振総合振興局 室蘭建設管理部 苫小牧出張所

## 歴史
- 2014年（平成26年）7月18日 - 路線認定[2]。
- 2020年（令和2年）12月13日 - 開通[3]。

## 地理

### 通過する自治体
- 胆振総合振興局
  - 苫小牧市

### 交差する道路
苫小牧市
- 国道276号 - 高丘（起点）
- 道央自動車道 苫小牧中央IC - 高丘（終点）